# Caliptra (entomologia)

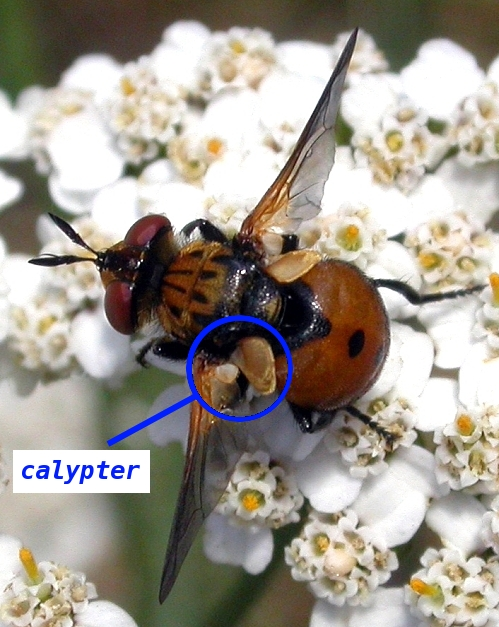
La caliptra di un dittero Tachinide

La caliptra, in Entomologia, è un elemento morfologico associato alle ali dei Ditteri più evoluti.
La caliptra (dal latino calipter, "astuccio") è un organo esterno e pari, disposto su entrambi i lati del torace. 

## Caratteristiche
Si presenta come una doppia espansione suddivisa in due lobi squamiformi, in genere evidenziati da una colorazione differente rispetto alle regioni circostanti. Sono facilmente visibili anche ad occhio nudo quando l'insetto tiene le ali aperte in direzione perpendicolare rispetto all'asse del corpo mentre sono meno evidenti, perché in parte nascoste, quando le ali sono raccolte sull'addome in posizione di riposo.
Il lobo anteriore è detto caliptra superiore o squama alare o squamula. È posizionato nella regione ascellare, fra il torace e la regione jugale dell'ala (o alula) e vibra in sincronia con il movimento dell'ala. 

Il lobo posteriore, generalmente più sviluppato, è detto caliptra inferiore o squama toracica. Protegge il bilanciere e non vibra con l'ala.
La forma della caliptra e lo sviluppo di eventuali setole rappresentano un elemento di identificazione sistematica.
La caliptra è presente nei Ditteri più evoluti, i cosiddetti muscoidi, assimilabili alle comuni mosche. È l'elemento morfologico che identifica la sottosezione dei Calyptratae distinguendola dall'altro grande raggruppamento compreso nei Ditteri Schizofori.